# La fête à Joséphine
La fête à Joséphine è un cortometraggio del 1906 diretto da Georges Hatot.

## Trama
Un marito ubriaco, carico di regali per il compleanno della moglie, è di ritorno sulla via di casa. Quando finalmente rientra a casa, la moglie non gli dimostra la gratitudine che si aspettava.

## Conosciuto anche come
- USA: My Wife's Birthday